# Фальчіано-дель-Массіко
Фальчіано-дель-Массіко (італ. Falciano del Massico) — муніципалітет в Італії, у регіоні Кампанія,  провінція Казерта.
Фальчіано-дель-Массіко розташоване на відстані близько 150 км на південний схід від Рима, 45 км на північний захід від Неаполя, 34 км на захід від Казерти.
Населення — 3754 особи (2014).

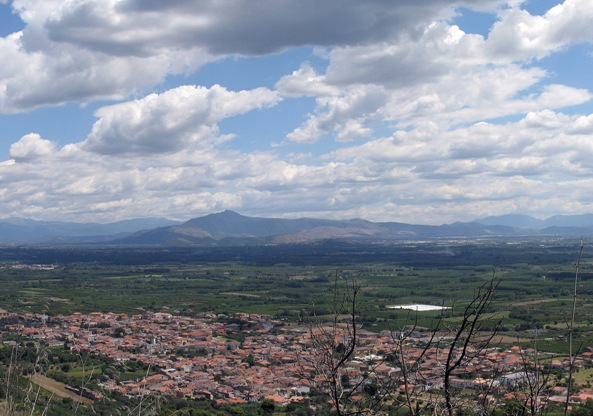

Щорічний фестиваль відбувається 16 серпня,11 листопада e 29 липня. Покровитель — святий Рох.

## Демографія
Населення за роками:

Станом на 1 січня 2023 року в муніципалітеті офіційно проживало 197 іноземців з 21 країни, серед них 44 громадяни країн Євросоюзу та 13 громадян України.

## Сусідні муніципалітети
- Канчелло-е-Арноне
- Каринола
- Франколізе
- Граццанізе
- Мондрагоне
- Сесса-Аурунка